# 艾迪·洛培特
艾德蒙·瓦特·洛培特（英語：Edmund Walter Lopat，1918年6月21日—1992年6月15日），為美國職棒大聯盟的投手。生涯曾效力過白襪、洋基和金鶯等隊。

## 職業生涯
洛培特身高178公分，體重84公斤。1937年，他從小聯盟開啟職業生涯。1948年2月24日，洋基隊用Aaron Robinson、Bill Wight和Fred Bradley向白襪隊交易洛培特。1948年至1953年，他和維克·拉斯奇、艾利·雷諾斯成為了洋基先發三巨投。1951年，洛培特入選明星賽。1953年，他成為美聯防禦率王。
1955年7月30日，洋基隊將洛培特交易到金鶯隊，換來Jim McDonald。洛培特在金鶯隊待完一季後就宣布退休。他生涯拿下166勝112敗，防禦率3.21。生涯打擊率為2成11，並敲出5轟與77分打點。

## 執教生涯
1956年至1958年間，洛培特擔任洋基隊3A的總教練。1959年成為投手教練。在洋基總教練Casey Stangel離隊後，新教頭Ralph Houk沒有留下洛培特。後來洛培特也輾轉來到雙城和運動家，繼續擔任投手教練。
1963年至1964年間，洛培特擔任運動家的總教練。不過他這兩年僅帶隊拿下90勝124敗，因此他在1964年季中遭到撤換。後來洛培特繼續待在運動家工作，最後在博覽會隊成立後不久，他便擔任球隊的球探。

## 晚年
1978年，洛培特入選波蘭裔美國人國家運動名人堂。1992年6月15日，他在自家去世，享年73歲。

## 外部連結
- 球員資訊和成績在MLB，ESPN，Retrosheet ，Baseball Reference ，Fangraphs ，The Baseball Cube ，Baseball Almanac （英文）